# Poseidontempel (Tarent)

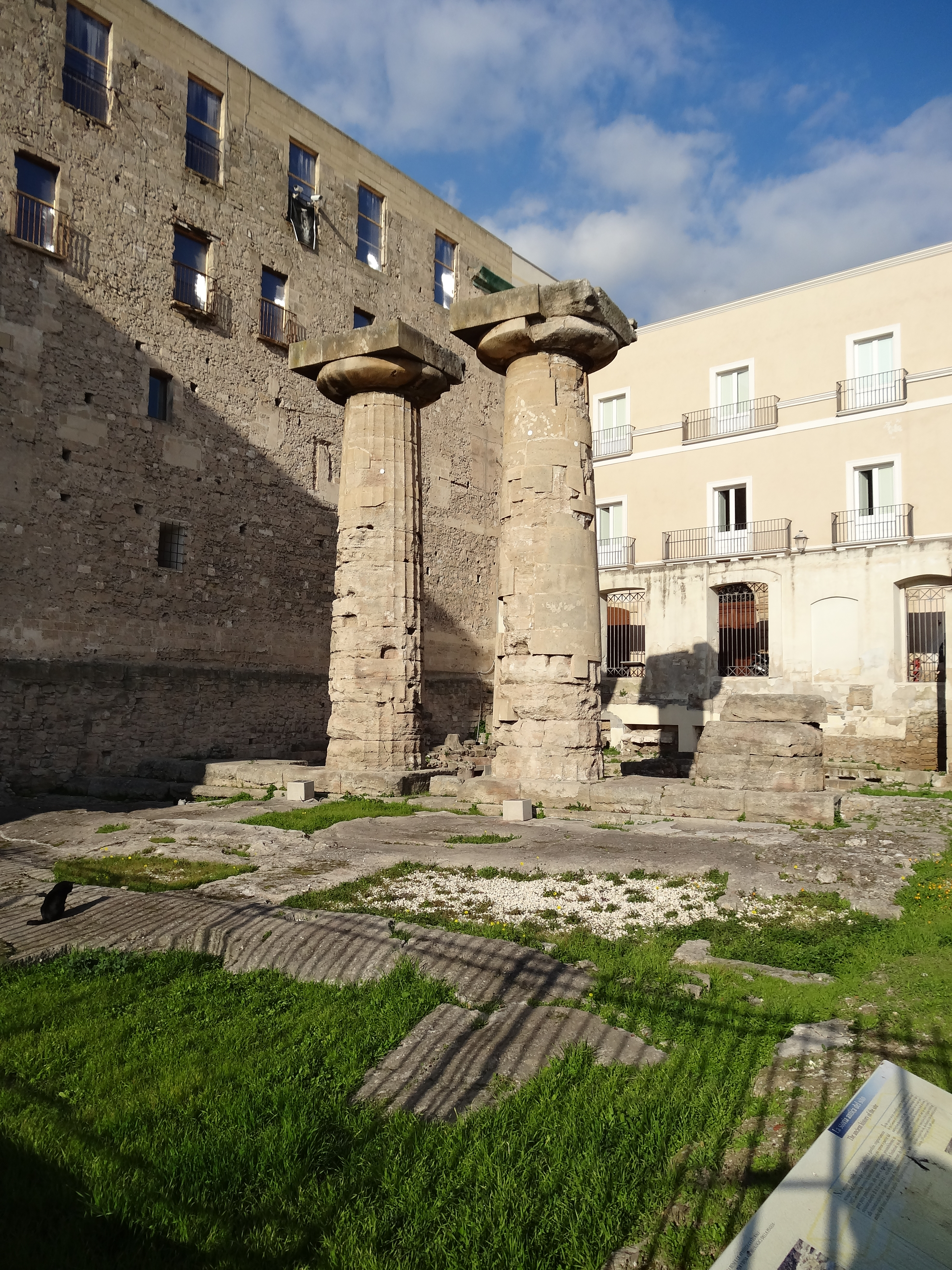
Reste eines dorischen Tempels aus der Magna Graecia in Tarent

Der Poseidontempel (auch Dorischer Tempel nach seiner Säulenordnung) in Tarent aus der ersten Hälfte des 6. Jahrhunderts v. Chr. ist der älteste Tempel der Magna Graecia und ist der einzige Ort griechischen Kultes, den man noch im Borgo Antico der Stadt besichtigen kann. Die Ruine des Tempels befand sich in der Dreifaltigkeitskirche (italienisch SS. Trinità), im Hof des Oratoriums der Trinitarier (Brüder der Heiligsten Dreieinigkeit), im Haus Mastronuzzi und im Kloster der Celestini.
1700 gab es noch zehn Säulen, die aber entfernt wurden und während Renovierungsarbeiten des Klosters im Jahr 1729 verloren gingen. Ende des 19. Jahrhunderts wurde der Tempel vom Archäologen Luigi Viola Poseidon zugeschrieben, ist aber wahrscheinlich eher in Bezug weiblicher Gottheiten, wie z. B. Artemis, Persephone oder Hera zu bringen. Andere Funde gingen mit dem Abriss des Klosters 1926 und der Kirche 1973 verloren.

## Architektur
Die zwei erhaltenen Säulen und drei Trommeln einer weiteren wurden aus Carparo-Stein, einer lokalen Kalkstein-Art, hergestellt. Sie gehörten zum nördlichen Teil des Säulenkranzes des dorischen Peripteros, dessen Reste im Kreuzgang und im Keller des Klosters San Michele gefunden wurden.
Jede Säule ist 8,47 m hoch und hat einen Durchmesser von 1,90 m (gemessen in der Kannelur). Der Achsabstand der beiden erhaltenen Säulen beträgt 3,72 m. Über den Grundriss ist keine weitere Vorstellung zu gewinnen.
Eine kleine Grube, die in der Nähe der Säulen zu sehen ist, verweist auf einen Fußboden und eine Holzerhebung einer ersten Kultstätte aus Backsteinen und verderblichem Material, die Ende des 8. Jahrhunderts v. Chr. von ersten spartanischen Bauern gebaut wurde. Man vermutet, dass das Heiligtum Ende des 3. Jahrhunderts v. Chr. endgültig aufgegeben wurde, als die Stadt von den Römern erobert wurde. Im 6. Jahrhundert wurde sie dann wiederverwendet, aber nicht als Kultstätte, sondern als Getreidespeicher und aus Verteidigungsgründen, wenn die Bevölkerung sich auf die Halbinsel zurückzog.
Im 10. Jahrhundert wurden die Tempelreste zu einer christlichen Kultstätte und ab dem 14. Jahrhundert wurde ein Teil für produktive Tätigkeiten verwendet, wie z. B. zum Dekantieren von Lehm und für kleine Brennöfen.